# خوسيه ماريا مارين
خوسيه ماريا مارين (بالبرتغالية: José Maria Marin) هو محامي ولاعب كرة قدم وسياسي برازيلي، ولد في 6 مايو 1932 في ساو باولو في البرازيل. حزبياً، نشط في Democratic Social Party ‏. وقد انتخب رئيس مجلس الإدارة اتحاد البرازيل لكرة القدم (2012 – 2015).